# San Fidel
San Fidel est une census-designated place du comté de Cibola au Nouveau-Mexique.
La population était de 138 habitants en 2010. C'est une communauté majoritairement hispanique.
La boutique Acoma Curio Shop (en), typique de la U.S. Route 66, est inscrite sur le National Register of Historic Places.